# 128036 Rafaelnadal
128036 Rafaelnadal este o planetă minoră (asteroid), cu un diametru de 1,729 km, din centura de asteroizi. A fost descoperită pe 28 mai 2003 la Observatorul Astronomic din Mallorca⁠(d) de Observatorul Astronomic din Mallorca⁠(d) și a fost numită după Rafael Nadal. 
Obiectul prezintă o orbită caracterizată de o semiaxă mare de 2,4227256084342 UAi, o excentricitate de 0,2282, o înclinație de 10,72128 ° în raport cu ecliptica.